# ایناگه-کو
ایناگه-کو (به لاتین: Inage-ku) یک منطقهٔ مسکونی در ژاپن است که در چیبا واقع شده‌است. ایناگه-کو ۲۱٫۲۵ کیلومترمربع مساحت و ۱۵۶٬۸۶۰ نفر جمعیت دارد.